# Francisco de Borja
Pour les articles homonymes, voir Famille Borgia et Borgia (homonymie).
Cet article concerne un cardinal. Pour le supérieur général des jésuites, voir François Borgia.
Francisco de Borja (en italien, Francesco Borgia ; en français, François Borgia), le cardinal de Cosenza (né à Xàtiva, Espagne, en 1441, et mort à Reggio d'Émilie le 4 novembre 1511), est un cardinal espagnol.

## Biographie
Francisco de Borja est le fils naturel de l'évêque de Valence, Alfonso de Borja i Llançol, qui deviendra pape sous le nom de Calixte III. Francisco est chanoine à Valence. Il se rend à Rome, après l'élection en 1492 de son cousin, Rodrigo de Borja, devenu le pape Alexandre VI. Celui-ci le nomme protonotaire apostolique puis, le 20 septembre 1493, trésorier général. Le 19 août 1495, Francisco est nommé évêque de Teano et abbé commendataire des abbayes de San Vincenzo al Volturno et de San Stefano di Sermo. Le 6 novembre 1499, tout en gardant Teano, il devient archevêque de Cosenza. Francisco est également le parrain de Rodrigue d'Aragon le fils de Lucrèce Borgia et d'Alphonse d'Aragon.
Il est créé cardinal in pectore lors du consistoire du 28 septembre 1500. Il reçoit le chapeau le 2 octobre. Le 5, il est installé cardinal-prêtre de Sainte-Cécile-du-Trastevere. L'année suivante, il est légat à Campagna. Alexandre VI le nomme tuteur de son fils cadet Giovanni Borgia, l’infante romano. En 1503 et 1504, le cardinal de Borja est camerlingue du Sacré Collège. Il participe aux conclaves de 1503, au cours desquels Pie III  et Jules II sont successivement élus. Le 11 août 1506, il est nommé cardinal-prêtre de Santi Nereo e Achilleo. Le 5 juin 1508, il se démet de son évêché de Teano au profit de son neveu Francisco de Borja.
Le 16 mai 1511, il fait partie des cardinaux qui convoquent le concile de Pise en vue de déposer Jules II. Avec les cardinaux Bernardino López de Carvajal, Guillaume Briçonnet et René de Prie, il est déposé et excommunié le 24 octobre. Quelques jours plus tard, se rendant de Milan à Pise, il meurt subitement — sans avoir appris la sanction — à Reggio, où il est inhumé.
Contrairement à certains membres de sa famille, il laisse le souvenir d'un homme pieux et vertueux.